# الخط 9 لمترو باريس
الخط 9 لمترو باريس (بالفرنسية: Ligne 9 du métro de Paris) هو الخط الحادي عشر من مجموعة خطوط مترو باريس الستة عشر. يقع في باريس في فرنسا. افتتح في 1922. يربط الخط بين محطة جسر دو سافر في بولون-بيانكور غرب العاصمة الفرنسية باريس، ومحطة مبنى بلدية مونتروي في مونتروي. يعد هذا الخط واحد من أطول الخطوط في الشبكة وكذلك من أكثرهم إستعمالا ب130 مليون في 2010، مما يجعله الرابع حسب عدد المسافرين.

يمر مسار المترو من الجنوب الغربي، شمال الوسط وشرق العاصمة باريس في مسار منحني. يخدم هذا المترو منطقتين متناقضتين، غربا أحياء بورجوازية وثرية وشرقا أحياء متوسطة الدخل وعادية.

منذ دخوله في الخدمة في 1922، تم تمديد الخط عدة مرات حتى أواخر الثلاثينات، ومنذ ذلك الوقت لم يمدد.

## التاريخ

### التسلسل الزمني
- 14 يونيو 1901: المجلس البلدي في باريس يقرر إعادة دراسة مشروع تكميلي لمترو باريس.
- 4 ديسمبر 1901: فولجونس بيانفينو يقدم ويسلم المشروع التكميلي.
- 31 يوليو 1909: إعلان المنفعة العامة.
- 1911: بداية الأشغال على الخط.
- 8 نوفمبر 1922: فتح الجزء الرابط بين محطة تروكاديرو ومحطة إكسالمونس.
- 27 مايو 1923: التمديد في الشمال الشرقي حتى سانت أوغوستان.
- 3 يونيو 1923: التمديد في الشمال الشرقي حتى شوسيه دانتان - لافيات.
- 29 سبتمبر 1923: التمديد في الجنوب الغربي حتى بورت دو سان كلود.
- 30 يونيو 1928: التمديد شرقا حتى ريشليو - دروو.
- 10 ديسمبر 1933: التمديد شرقا حتى بورت دو مونترويل.
- 3 فبراير 1934: التمديد في الجنوب الغربي حتى جسر دو سافر.
- 14 أكتوبر 1937: التمديد شرقا حتى مبنى بلدية مونتروي.
- 14 مايو 2013: بداية تسليم عربات أم أف 01 الجديدة.
- 21 أكتوبر 2013: بداية العمل بأول أربعة عربات أم أف 01 الجديدة.

## التخطيط والمحطات

### قائمة المحطات
|                                | المحطة                         | المحطة                    | البلدية                                 | الخطوط والشبكات المتصلة |
| ------------------------------ | ------------------------------ | ------------------------- | --------------------------------------- | ----------------------- |
|                                | جسر دو سافر                    | جسر دو سافر               | بولون-بيانكور                           | (في الخارج)             |
| بيلانكور                       | بيلانكور                       | بولون-بيانكور             |                                         |                         |
| مارسال سامبا                   | مارسال سامبا                   | بولون-بيانكور             |                                         |                         |
| بورت دو سان كلود حديقة الأمراء | بورت دو سان كلود حديقة الأمراء | باريس (الدائرة 16)        |                                         |                         |
| إكسالمونس                      | إكسالمونس                      | باريس (الدائرة 16)        |                                         |                         |
| ميشال أونج - موليتور           | ميشال أونج - موليتور           | باريس (الدائرة 16)        | (← فاتجاه غار أوستارليتز)               |                         |
| ميشال أونج - أوتوي             | ميشال أونج - أوتوي             | باريس (الدائرة 16)        | (← فاتجاه بولوني)                       |                         |
| ياسمين                         | ياسمين                         | باريس (الدائرة 16)        |                                         |                         |
| رانلاغ                         | رانلاغ                         | باريس (الدائرة 16)        |                                         |                         |
| لا مويات                       | لا مويات                       | باريس (الدائرة 16)        |                                         |                         |
| شار لا بومب شارع جورج ماندل    | شار لا بومب شارع جورج ماندل    | باريس (الدائرة 16)        | (في الخارج)                             |                         |
| تروكاديرو                      | تروكاديرو                      | باريس (الدائرة 16)        |                                         |                         |
| إينا                           | إينا                           | باريس (الدائرة 16)        |                                         |                         |
| ألما - مارسو                   | ألما - مارسو                   | باريس (الدائرة 8)         | (في الخارج)                             |                         |
| فرانكلين ديلانو روزفلت         | فرانكلين ديلانو روزفلت         | باريس (الدائرة 8)         |                                         |                         |
| سان فيليب دو رول               | سان فيليب دو رول               | باريس (الدائرة 8)         |                                         |                         |
| ميرومينيل                      | ميرومينيل                      | باريس (الدائرة 8)         |                                         |                         |
| سانت أوغوستان                  | سانت أوغوستان                  | باريس (الدائرة 8)         | TER نورماندي العليا أنتارسيتيه نورماندي |                         |
| هافر - كومرتان                 | هافر - كومرتان                 | باريس (الدائرة 9)         |                                         |                         |
| شوسيه دانتان - لافيات          | شوسيه دانتان - لافيات          | باريس (الدائرة 9)         |                                         |                         |
| ريشليو - دروو                  | ريشليو - دروو                  | باريس (الدائرة 2 و9)      |                                         |                         |
| غران بولفار                    | غران بولفار                    | باريس (الدائرة 2 و9)      |                                         |                         |
| بون نوفال                      | بون نوفال                      | باريس (الدائرة 2 و9 و10)  |                                         |                         |
| سترازبورغ - سان دوني           | سترازبورغ - سان دوني           | باريس (الدائرة 2 و3 و10)  |                                         |                         |
| الجمهورية                      | الجمهورية                      | باريس (الدائرة 3 و10 و11) |                                         |                         |
| أوبركامبف                      | أوبركامبف                      | باريس (الدائرة 11)        |                                         |                         |
| سان أمبرواز                    | سان أمبرواز                    | باريس (الدائرة 11)        |                                         |                         |
| فولتار ليون بلوم               | فولتار ليون بلوم               | باريس (الدائرة 11)        |                                         |                         |
| شارون                          | شارون                          | باريس (الدائرة 11)        |                                         |                         |
| شارع بوليه                     | شارع بوليه                     | باريس (الدائرة 11)        |                                         |                         |
| ناسيون ساحة الأنتيل            | ناسيون ساحة الأنتيل            | باريس (الدائرة 11 و12)    |                                         |                         |
| بوزنفال                        | بوزنفال                        | باريس (الدائرة 20)        |                                         |                         |
| ماريشيه                        | ماريشيه                        | باريس (الدائرة 20)        |                                         |                         |
| بورت دو مونتروي                | بورت دو مونتروي                | باريس (الدائرة 20)        |                                         |                         |
| روباسبيار                      | روباسبيار                      | مونتروي                   |                                         |                         |
| كروا دو شافو ساحة جاك دوكلو    | كروا دو شافو ساحة جاك دوكلو    | مونتروي                   |                                         |                         |
| مبنى بلدية مونتروي             | مبنى بلدية مونتروي             | مونتروي                   |                                         |                         |

## السياحة
يمر الخط 9 عبر عدة مناطق سياحية وثقافية هامة وذات حركية كبيرة في باريس وضواحيها الملاصقة، وهي من الغرب إلى الشرق:
- مركز مدينة بولون-بيانكور، ثاني أكبر مدينة حسب السكان في إيل دو فرانس (جسر دو سافر، بيلانكور ومارسال سامبا).
- ملعب حديقة الأمراء (بورت دو سان كلود).
- حي أوتوي.
- حي لا مويات ومتحف مارموتان مونيه (لا مويات).
- قصر شايو الذي يحتوي متحف الإنسان والمتحف الوطني للبحرية ومسرح شايو الوطني ومتحف العمارة والتراث (تروكاديرو).
- الشانزلزيه (فرانكلين ديلانو روزفلت).
- كنيسة سان أوغوستان دو باريس (سان أوغوستان).
- المغازات الكبرى وغاليري لافاييت (هافر - كومرتان وشوسيه دانتان - لافيات).
- الشوارع الكبرى أو غران بولفار (غران بولفار وبون نوفال).
- ساحة الجمهورية (الجمهورية).
- ساحة ناسيون وحاجز العرش (ناسيون).

## الآداب
الكاتب والصحفي الفرنسي غي كونوبنيكي كتب رواية تتكون من جزء لكل محطة تدور أحداثه في هذا الخط، واسمها: الخط 9 (Ligne 9)، طبعت في 2005 لدي جون كلود غاوسويتش (506 صفحة). أعيد طباعته بعد ذلك في شكل كتاب الجيب.

## مقالات ذات صلة
- تطوير محطات مترو باريس
- قائمة محطات مترو باريس
- النقل العام في إيل دو فرانس
- باريس

## روابط خارجية
- الموقع الرسمي للهيئة الذاتية للنقل في باريس.